# Fritz Mooshake
Fritz Mooshake (* 5. März 1877 in Halberstadt; † 24. August 1969 in Göttingen) war von 1924 bis 1933 Präsident der Preußischen Bau- und Finanzdirektion in Berlin.

## Leben
Er war der Sohn des Großkaufmanns Otto Mooshake (1844–1936). Fritz Mooshake besuchte bis 1906 die Klosterschule Ilfeld und studierte bis 1900 Rechtswissenschaften an der Universität Tübingen. Seit 1897 war er Mitglied des Corps Rhenania Tübingen. Danach wurde er Gerichtsreferendar. Ab 1906 war er als Regierungsassessor am Landratsamt Nauen tätig. Er wechselte nach Kreuznach, zum Generalkonsulat nach Budapest und zum Polizeipräsidium Köln. 1915 wurde er Regierungsrat in Oppeln, 1916 wechselte er in das Oberpräsidium nach Stettin. 1920 erfolgte seine Ernennung zum Ministerialrat im Preußischen Ministerium des Innern. 1924 wurde er Oberverwaltungsgerichtsrat und 1924 Präsident der preußischen Bau- und Finanzdirektion. Auf eigenen Antrag wurde er am 6. Mai 1933; sein Nachfolger als Präsident der preußischen Bau- und Finanzdirektion wurde Wilhelm Graeser; vom Innenminister in den Ruhestand versetzt. Er zog nach Halberstadt zurück, wo er geschäftsführender Mitarbeiter der 1868 gegründeten Firma Gebr. Mooshake wurde.

## Werke
- Gedenkblatt zur Feier des 90. Geburtstages und des 75-jährigen Berufsjubiläums des Großkaufmanns Otto Mooshake in Halberstadt, Halberstadt [1934]